# 22134 Кіріан
22134 Кіріан (22134 Kirian) — астероїд головного поясу, відкритий 25 жовтня 2000 року.
Тіссеранів параметр щодо Юпітера — 3,184.